# Proconura aeneonitens
Proconura aeneonitens är en stekelart som först beskrevs av Graham 1983.  Proconura aeneonitens ingår i släktet Proconura och familjen bredlårsteklar. Inga underarter finns listade i Catalogue of Life.